# Perrin
Perrin – jednostka osadnicza w Stanach Zjednoczonych, w stanie Teksas, w hrabstwie Jack.